# Якимівка (Піщанобрідська сільська громада)
Яки́мівка — село в Україні, у Піщанобрідській сільській громаді Новоукраїнського району Кіровоградської області. Населення становить 107 осіб.

## Населення
Згідно з переписом УРСР 1989 року чисельність наявного населення села становила 121 особа, з яких 54 чоловіки та 67 жінок.
За переписом населення України 2001 року в селі мешкало 106 осіб.

### Мова
Розподіл населення за рідною мовою за даними перепису 2001 року:
| Мова       | Відсоток |
| ---------- | -------- |
| українська | 99,07 %  |
| російська  | 0,93 %   |